# Сборник
Сборник — собрание на одном носителе информации (книга, оптический диск и так далее) нескольких произведений.
В литературе встречаются названия Сборник рассказов, Сборник статей, Сборник выступлений и так далее.

## Виды сборников
Различают следующие сборники:

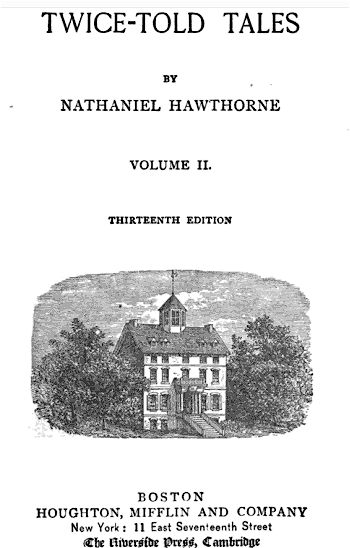
Титульный лист 13-го издания сборника рассказов Н. Готорна «Дважды рассказанные истории» (1879)

- определённого автора, исполнителя, актёра и тому подобное.
- определённого жанра и/или времени.

Распространены ретроспективные сборники лучших произведений, которые нередко называют «Лучшее» или «Избранное» .
Сборником может быть:
- сборник рассказов, стихов, прочих литературных произведений (ср. антология, альманах)
- сборник научных статей, докладов или тезисов (ср. хрестоматия)
- музыкальный сборник, в который входят песни одного или нескольких исполнителей. В отличие от студийных альбомов, в сборники, как правило, входят ранее опубликованные композиции.
- сборник фильмов, мультфильмов, других видео-материалов.
- сборник компьютерных игр, как правило — уже выпущенных ранее.

Различаются сборники, в которых выражается человеческое творчество и сборники без оного (базы данных). 
Сборники, в которых материалы выбраны, согласованы или организованы таким образом, что получается новая творческая работа защищаются авторским правом составителей сборников и других составных произведений. Так, в соответствии с законодательством США, который защищает человеческое творчество, выраженное в отборе, координации или расположения материала, сборниками в которых могут существовать авторские права являются:
- каталог лучших услуг в географическом регионе;
- список лучших рассказов ХХХХ года;
- коллекция звукозаписей лучших хитов года;
- книга больших новостных фотографий;
- веб-сайт, содержащий текст, фотографии и графики;
- академический журнал, содержащий статьи по определенной теме;
- газета, состоящая из статей разных журналистов;
- каталог состоит из текстов и фотографий.

## Законодательные нормы
- Сборник, в общем случае, следует отличать от произведения, созданного в соавторстве.
- Авторское право составителей сборников регулируется статьёй 1260 Гражданского кодекса Российской Федерации.